# Agronômica
Agronômica är en kommun i Brasilien.   Den ligger i delstaten Santa Catarina, i den södra delen av landet, 1 300 km söder om huvudstaden Brasília. Antalet invånare är 4 901. Arean är 136 kvadratkilometer.
Terrängen i Agronômica är kuperad åt nordost, men åt sydväst är den platt.
I omgivningarna runt Agronômica växer i huvudsak städsegrön lövskog. Runt Agronômica är det ganska glesbefolkat, med 24 invånare per kvadratkilometer.